# NGC 1418
NGC 1418 je galaksija u zviježđu Eridan.

## Vanjske poveznice
- SEDS: NGC 1418